# Russula subsect. Integrinae
Russula subsect. Integrinae ist eine Untersektion aus der Gattung Russula, die innerhalb der Sektion Russulinae steht. Die Typart ist Russula integra, der Braune Leder-Täubling.

## Merkmale
Bei den Vertretern der Untersektion handelt es sich um fleischige und robuste Arten, die mittel- bis sehr groß sind und die bisweilen einen Hutdurchmesser von bis zu 20 cm oder mehr aufweisen können. Die Hutfarbe ist sehr variabel, sie kann fast lebhaft bis gebrochen dunkelrot sein, mehr oder weniger wein- oder purpurrote Anteile haben oder bräunlich sein und bronze- oder olivfarbene Töne aufweisen. Das Fleisch ist fest. Es verfärbt sich im Schnitt leicht gelbbraun und schmeckt mild. Mit Phenol verfärbt es sich normal bräunlich.
Die Sporen sind sehr dornig, stachelig, warzig bis teilweise netzig oder fast gratig. Die Huthaut enthält Pileozystiden, die mehr oder weniger inkrustiert sind und sich mit Sulfo-Benzaldehyd anfärben lassen. Die Inkrustierung ist mehr oder weniger säurefest.

## Systematik
Bons Untersektion Integrinae entspricht weitestgehend Romgagnesis Sektion Integrinae. Bei Singer und Sarnaris fehlt das Taxon, stattdessen definieren sie die Untersektion Integrae, in der die Integrinae mit den Paludosinae vereinigt werden. Die Untersektion Integrae entspricht somit Bons Sektion Russulinae. Integrinae und Paludosinae sind phylogenetisch nahe verwandt, insofern ist diese Vereinigung sicherlich gerechtfertigt. Molekularbiologische Arbeiten zeigen, dass die Taxa Integrinae, Paludosinae und Integroidinae eine klar abgegrenzte Abstammungsgemeinschaft bilden, daher schlägt Beenken vor, die drei Taxa in einer Sektion Integroidinae zusammenzufassen.
| Deutscher Artname                                                               | Wissenschaftlicher Artname | Autor           |
| ------------------------------------------------------------------------------- | -------------------------- | --------------- |
| Bereifter Leder-Täubling                                                        | Russula carminipes         | J. Blum (1954)  |
| Palisander-Täubling, Kleiner Leder-Täubling                                     | Russula melitodes          | Romagn. (1943)  |
| Brauner Leder-Täubling                                                          | Russula integra            | (L.) Fr. (1838) |
| n/a                                                                             | Russula tyrrhenica*        | Sarnari (1984)  |
| Arten, die mit einem Stern gekennzeichnet sind, sind nicht allgemein anerkannt. |                            |                 |